# Sauga (bourg)
Sauga est un bourg de la commune de Sauga du comté de Pärnu en Estonie.
Au 31 décembre 2011, il compte 1332 habitants.